# Миле Лојпур
Милан Миле Лојпур (Велики Бечкерек, 4. март 1930 — Београд, 29. јул 2005) је био београдски гитариста који је 1960-их година био звезда летњих игранки на Калемегдану и један од првих српских рокера.
Године 1945. совјетски војници су за једног црвеног гибсона (марка гитаре), тражили литар кукурузоваче. Милетов отац је проценио да је у питању добра трговина и тада је први пут у руке узео предмет који ће му обележити читав живот. Надимак Миле Најлон је добио зато што је међу првима од бабе и деде из Америке добио најлон чарапе. Међу првима је имао и веспу и тако постао главни у крају. На Калемегдану су се одржавале најлуђе игранке где се окупљало и до 2.000 људи. Како је сам изјавио: „По директиви смо свирали руске песме и по неку америчку. Није било званично забрањено бавити се рок музиком, али прећутно јесте“.
У почетку је имао само гимназијско знање енглеског језика, па је зато песме скидао по Вуку, ћирилицом. Прославио се хитом „Миле број један, Миле број два, ...“. Учествовао је у телевизијској серији „Грлом у јагоде“.
За скоро 40 година рада снимио је само две песме, 1988. „Када је Миле Лојпур свирао“ са Николом Чутурилом и 1996. „Шумадијски твист“ са Прљавим инспектором Блажом.
Умро је 29. јула 2005. у Београду.